# Auf der anderen Seite des Bettes
Auf der anderen Seite des Bettes (Originaltitel: De l’autre côté du lit) ist eine französische Filmkomödie aus dem Jahr 2008 mit Sophie Marceau und Dany Boon in den Hauptrollen. Als literarische Vorlage diente ein Roman der französischen Schriftstellerin Alix Girod.

## Handlung
Ariane ist als Mutter, Hausfrau und Schmuckvertreterin permanent im Stress. Sie muss sich zudem um die Baustelle in ihrem Heim kümmern, denn der dafür zuständige Handwerker lässt sich nicht mehr blicken. Ihr Mann Hugo, dem eine Firma gehört, die Baumaschinen ausleiht, kommt wie immer spät nach Hause und macht Ariane Vorwürfe zu der immer noch vorhandenen Baustelle. Ariane hat es satt, dass Hugo glaubt, sie habe den ganzen Tag nichts zu tun und dass nur er hart arbeite. Sie schlägt ihm vor, für ein Jahr die Rollen zu tauschen. Als sie ihm droht, ihn sonst zu verlassen, lässt sich Hugo notgedrungen darauf ein. Der Justizbeamte Maurice soll bei ihrem Experiment Protokoll führen und fühlt sich nach anfänglichem Zögern berufen, die Eheleute bei ihrem Rollentausch auch moralisch zu unterstützen. Arianes Mutter Lise hält hingegen nichts davon und auch die beiden Kinder Louise und Hector sind irritiert.
Ariane geht fortan jeden Tag in Hugos Büro und hält Sitzungen ab, während sich Hugo um die Kinder und den Haushalt kümmert. Beide fühlen sich schnell mit den täglichen Aufgaben des jeweils anderen überfordert. Als Ariane wegen Unkenntnis der Firmenstrategie in Verlegenheit gerät, gibt ihr Maurice Tipps, wie sie am besten mit solchen Situationen umgehen kann. Hugo wiederum schult er im Multitasking und bringt ihm bei, wie man Schmuck verkauft. Allmählich kommen Ariane und Hugo zurecht. Ariane weist ihren Mitarbeiter Flanvart in die Schranken, als dieser im Verdacht steht, ein Firmenspion zu sein. Hugo verkauft derweil ein ganzes Schmuckset und versteht es, mit Charme und Raffinesse weitere Kundinnen um den Finger zu wickeln. Arianes Freundin Charlotte, die ebenfalls als Schmuckvertreterin arbeitet, ist von Hugos unerwartetem Erfolg begeistert. Sie gibt ihm spontan einen Kuss, worauf sie in ein Hotel fahren, um dort miteinander zu schlafen. Als sie im Bett liegen, merken sie jedoch, dass sie den Sex gar nicht wollen. Stattdessen albern sie herum und machen von sich lustige Fotos.
Als die Konkurrenz Druck macht, kommt Ariane eine Idee, wie sie die Firma wieder an die Marktspitze führen kann. Die Baumaschinen sollen zusammen mit einem Arbeiter ausgeliehen werden, sollte der Kunde die Maschinen nicht selbst bedienen können. Für die weiblichen Kunden sollen zudem besonders gutaussehende Arbeiter bereitstehen. Der Vorschlag kommt gut an und stärkt Arianes Selbstbewusstsein. Im Rausch ihrer neu gewonnenen Macht verführt sie Flanvart im Büro. Maurice trifft sich unterdessen mit Arianes Mutter Lise, die ihn auffordert, dass Experiment vor allem ihrer Enkelkinder wegen abzubrechen. Maurice weicht jedoch aus und macht ihr Komplimente. Hugo und Ariane gehen nunmehr voll und ganz in ihren neuen Rollen auf. Auch im Schlafzimmer läuft es bei ihnen wieder hervorragend.
Ihr Sohn Hector leidet jedoch darunter, dass seine Eltern keine normalen Eltern mehr sind. Als er das Klassenzimmer mit Schmierereien verschandelt, werden Ariane und Hugo in die Schule zitiert. Ariane sieht ein, dass sie und die Kinder sich zunehmend entfremden. Als Hugo mit Louise und Hector einen Tag am Strand verbringt, lässt Ariane im Büro alles stehen und liegen, um zu ihnen zu fahren. Glücklich umarmt sie am Strand ihre Kinder und eröffnet Hugo, dass sie aus Angst, den Bezug zu ihren Kindern zu verlieren, nicht länger die Rollen tauschen wolle. Hugo will jedoch die Rolle des fürsorglichen Vaters und Hausmanns nicht aufgeben. Ariane beauftragt daraufhin den Handwerker Gonçalvo, die heimischen Bauarbeiten zu sabotieren und Hugo so als unfähig dastehen zu lassen. Ein Kollege, Adolphe Nicart, soll Hugo zudem überreden, wieder in der Firma zu arbeiten.
Von Nicart erfährt Hugo, dass ihn Ariane mit Flanvart betrogen hat. Ariane muss daraufhin bei ihrer Mutter übernachten. Hugo will sich jedoch wieder mit ihr versöhnen. Als Ariane in das gemeinsame Haus, das inzwischen fertig repariert ist, zurückkehrt, findet sie die Fotos von Hugo und Charlotte. Überzeugt, dass Hugo sie mit Charlotte betrogen hat, verlässt Ariane das Haus. Kurz darauf soll Hugo als Besitzer der Verleihfirma zur Verantwortung gezogen werden. Eine Kundin sei von einem seiner Bauarbeiter vergewaltigt worden. Als Ariane einsieht, wie sehr sie Hugo braucht, jedoch auf der Polizeistation nicht zu ihm gelassen wird, steigt sie kurzerhand in ein Polizeiauto und verkündet über den Lautsprecher des Wagens, dass sie ihn liebe und vermisse. Die Kundin, die ihn wegen der Vergewaltigung verklagen wollte, hört Arianes Worte und gibt in der Folge zu, die Vergewaltigung erfunden zu haben. Hugo und Ariane fallen sich glücklich in die Arme. Maurice und Lise haben unterdessen beschlossen zu heiraten.

## Hintergrund
Die Dreharbeiten fanden unter anderem in Paris, Les Pavillons-sous-Bois sowie an der Dune du Pyla im Bassin d’Arcachon statt. Das Budget lag bei rund 9,4 Millionen Euro.
Auf der anderen Seite des Bettes wurde am 10. Dezember 2008 in Marseille uraufgeführt. Am 7. Januar 2009 kam der Film in die französischen Kinos, in die rund 1,8 Millionen Zuschauer strömten. In Deutschland lief er am 28. Januar 2010 in den Kinos an und erschien im August 2010 auf DVD. Am 7. Oktober 2012 wurde der Film erstmals von der ARD im deutschen Fernsehen gezeigt.

## Kritiken
Für das Lexikon des internationalen Films war Auf der anderen Seite des Bettes eine „[k]onventionelle Komödie, deren Gender-Charade dank einer stimmigen Inszenierung und glänzender Darsteller solide unterhält“. Laut epd Film führe diese in „die seligen Tage Doris Days“ zurück und sei in erster Linie gedreht worden, um Sophie Marceau und Dany Boon gemeinsam vor die Kamera zu bringen. Beide Stars und auch die restliche Besetzung hätten „auf hohem Niveau“ gespielt. Der Plot sei jedoch nicht realistisch. Die für das Genre notwendige Dramatisierung der geschlechtlichen Gegensätze sei wiederum „nicht satirisch […], sondern in ganz affirmativem Sinn“ vollzogen worden. „Am Ende ist die Botschaft des Films eindeutig – und reaktionär: Versuch bloß nicht, dich gegen die Natur aufzulehnen, es wird böse enden“, befand epd Film. Der Film sei daher „ziemlich altbacken“.
Cinema kam zu dem Schluss, dass man aufgrund „der holprigen Inszenierung und der hemmungslos grimassierenden Hauptdarsteller […] den entsetzten Sprösslingen leider recht geben [muss]“, dass sich das Elternpaar lieber scheiden lassen sollte. Als „Rollentauschkomödie“ verliere sich der Film „in plumper Situationskomik und Slapstick“. Prisma meinte, dass man mit den Hauptdarstellern Dany Boon und Sophie Marceau „durchaus mehr [hätte] machen können, sogar müssen“. Das Ergebnis sei „leider nur eine weitere, nichts sagende Rollentausch-Komödie ohne Pfiff“.

## Deutsche Fassung
Die deutsche Synchronfassung entstand bei der TaunusFilm Synchron in Berlin. Für Dialogbuch und -regie war Beate Klöckner zuständig.
| Rolle          | Darsteller      | Synchronsprecher |
| -------------- | --------------- | ---------------- |
| Ariane Marciac | Sophie Marceau  | Irina Wanka      |
| Hugo Marciac   | Dany Boon       | Olaf Reichmann   |
| Maurice        | Antoine Duléry  | Stephan Benson   |
| Adolphe Nicart | Roland Giraud   | Bodo Wolf        |
| Lise           | Anny Duperey    | Helga Sasse      |
| Charlotte      | Juliette Arnaud | Andrea Solter    |
| Gonçalvo       | Arsène Mosca    | Gunnar Helm      |
| Lorenzi        | Eric Fraticelli | Uwe Büschken     |